# Kehat Shorr
Kehat Shorr (hebräisch קהת שור; * 21. Februar 1919 in Rumänien; † 6. September 1972 in Fürstenfeldbruck) war Trainer der israelischen Sportschützen, die 1972 an den Olympischen Spielen teilnahmen. Er wurde beim Münchner Olympia-Attentat von palästinensischen Terroristen ermordet.

## Werdegang
Shorr wuchs in Rumänien auf und interessierte sich früh für den Schießsport. Während des Zweiten Weltkrieges kämpfte er gegen die Nationalsozialisten, die Massaker an den Juden des Landes verübten. 1963 übersiedelte Shorr mit seiner Frau und einer Tochter nach Israel, wo er sich dem Klub Hapoel Tel Aviv anschloss. Als Vereins- und später auch Nationaltrainer bildete er zahlreiche Sportschützen aus.

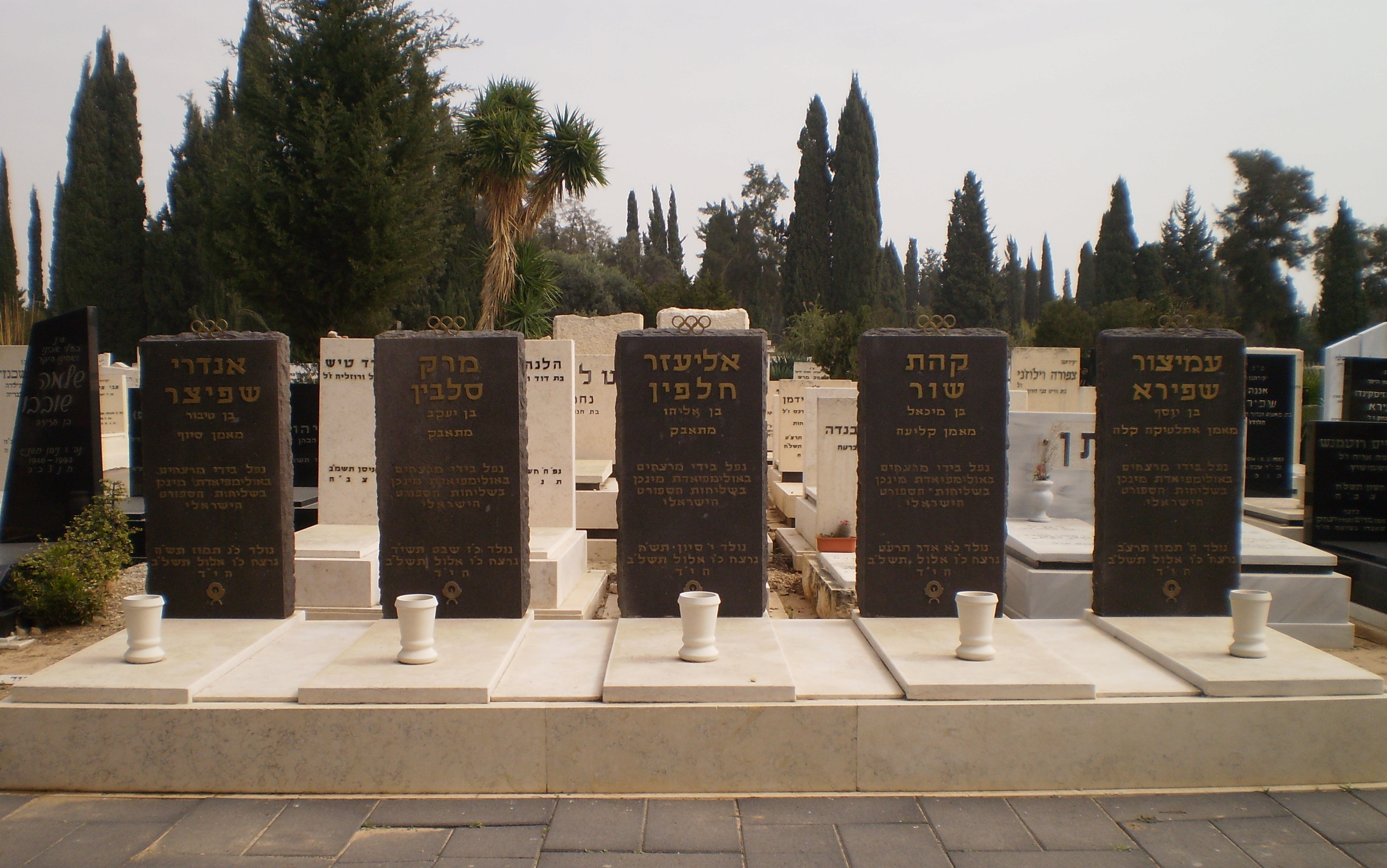
Grabstätte auf dem Friedhof von Kiryat Shaul in Tel Aviv; Israel. (zweites Grab von rechts)

Zwei seiner Schützlinge, Zelig Shtroch und Henry Herskowitz, fuhren mit ihm zu den Spielen in München. In den frühen Morgenstunden des 5. September 1972 drangen palästinensische Terroristen der Organisation Schwarzer September in das Quartier der israelischen Mannschaft ein und töteten den Trainer Mosche Weinberg und den Gewichtheber Josef Romano. Während sich Shtroch und Herskowitz in Sicherheit bringen konnten, nahmen die Terroristen Shorr und acht weitere Teilnehmer der israelischen Olympiamannschaft als Geiseln. Im Laufe eines von TV-Kameras aufgezeichneten kurzen Gesprächs zwischen dem mit einem Gewehr bedrohten Trainer André Spitzer und dem damaligen deutschen Innenminister Hans-Dietrich Genscher war Kehat Shorr neben Spitzer schemenhaft am Fenster der Wohnanlage zu erkennen. Einige Stunden später starb Shorr bei einem chaotisch durchgeführten Befreiungsversuch auf dem Flugplatz Fürstenfeldbruck. Dabei warf einer der Terroristen eine Handgranate in den vollgetankten Hubschrauber, in dem sich Shorr und vier weitere Geiseln befanden.
Kehat Shorr wurde mit vier weiteren Sportlern auf dem Friedhof Kiryat Shaul in Tel Aviv, Israel, beigesetzt.